# Ukrainische Badmintonmeisterschaft 2012
Die Ukrainische Badmintonmeisterschaft 2012 fand vom 2. bis zum 5. Februar 2012 in Dnipropetrowsk statt.

## Sieger und Platzierte
| Disziplin    | Gold                                       | Silber                          | Bronze                              |
| ------------ | ------------------------------------------ | ------------------------------- | ----------------------------------- |
| Herreneinzel | Valeriy Atrashchenkov                      | Dmytro Zavadsky                 | Kyrylo Leonov                       |
| Dameneinzel  | Mariya Ulitina                             | Larisa Griga                    | Natalya Voytsekh                    |
| Herrendoppel | Valeriy Atrashchenkov Vladislav Druzchenko | Dmytro Zavadsky Vitaliy Konov   | Evgen Pochtarev Artem Pochtarev     |
| Damendoppel  | Anna Kobceva Larisa Griga                  | Natalya Voytsekh Mariya Ulitina | Yelyzaveta Zharka Yuliya Kazarinova |
| Mixed        | Vladislav Druzchenko Natalya Voytsekh      | Dmytro Zavadsky Larisa Griga    | Valeriy Atrashchenkov Anna Kobceva  |